# Corey L. Brewer
Ne doit pas être confondu avec Corey Brewer.
Pour les articles homonymes, voir Brewer.
Corey Lavelle Brewer, né le 2 janvier 1975 à West Memphis en Arkansas, est un joueur américain de basket-ball. Il évolue au poste de meneur.